# Chlorophytum rutenbergianum
Chlorophytum rutenbergianum är en sparrisväxtart som beskrevs av Wilhelm Vatke. Chlorophytum rutenbergianum ingår i släktet ampelliljor, och familjen sparrisväxter. Inga underarter finns listade i Catalogue of Life.